# Friedrich Wilhelm von Preuschen
Friedrich Karl Wilhelm Ludwig Freiherr von Preuschen (* 7. April 1823 in Mainz; † 6. März 1897 in Darmstadt) war ein deutscher Jurist und Kammerherr des Großherzogs Ludwig III. von Hessen.

## Leben

### Herkunft und Familie
Friedrich Karl von Preuschen entstammte dem hessischen Adelsgeschlecht von Preuschen und wurde als Sohn des Hofgerichtspräsidenten Karl von Preuschen (1781–1856) und dessen Ehefrau Wilhelmine Flachsland (1790–1838) geboren. Er wuchs mit seinen Geschwistern Maximilian (1818–1897, Geheimrat) und Anna (1831–1909, ∞ Oberstleutnant Hermann von Fransecky) auf. 
Am 15. November 1853 heiratete er in Friedberg in der Wetterau Anna Freiin Löw von und zu Steinfurth (1833–1922). Aus der Ehe sind die Kinder 
Marie (* 1854), Luise (* 1855), Karl (1862–1925, Generalleutnant), Wilhelmine (* 1866, ∞ 1906 Karl Kirchhoff),  Maximilian (1867–1932, Generalmajor) und Friedrich Octavio (* 1872) hervorgegangen.

### Wirken
Nach dem Studium der Rechtswissenschaften war er zunächst als Akzessist im Darmstädter Hofgerichts-Sekretariat tätig. Am 14. April 1850 wurde er Gerichtsassessor am Landgericht Friedberg.
Er kam in die Dienste des Großherzogs Ludwig III., wurde am 19. September 1858 Assessor am Hofgericht Gießen und gehörte von März 1858 an zum Hofkriegsrat.
Zum Jahresbeginn 1860 erhielt er die Ernennung zum Kammerherrn. Damit war er der oberste Beamte des Landesherrn und führte dessen Hofstaat.

### Öffentliche Ämter
- 1876–1897 Vorsitzender der Großherzoglich-Hessischen Landes-Brandversicherung

### Auszeichnungen
- 14. Mai 1887 Geheimer Rat